# Бедано
Бедано (італ. Bedano) — громада  в Швейцарії в кантоні Тічино, округ Лугано.

## Географія
Громада розташована на відстані близько 155 км на південний схід від Берна, 18 км на південний захід від Беллінцони.
Бедано має площу 1,9 км², з яких на 29,6% дозволяється будівництво (житлове та будівництво доріг), 14,8% використовуються в сільськогосподарських цілях, 51,3% зайнято лісами, 4,2% не є продуктивними (річки, льодовики або гори).

## Демографія
2019 року в громаді мешкало 1545 осіб (+7,4% порівняно з 2010 роком), іноземців було 15,4%. Густота населення становила 826 осіб/км².
За віковим діапазоном населення розподілялося таким чином: 22,3% — особи молодші 20 років, 59,2% — особи у віці 20—64 років, 18,6% — особи у віці 65 років та старші. Було 609 помешкань (у середньому 2,5 особи в помешканні).